# Kipamba
Kipamba este un oraș în  provincia Katanga, Republica Democrată Congo. În 2012 avea o populație de 31 605 de locuitori, iar în 2004 avea 26 818.